# Betty Box
Betty Evelyn Box, auch Betty E. Box (* 25. September 1915 in Beckenham, Grafschaft Kent, Großbritannien; † 15. Januar 1999 in Chiltern) war eine britische Filmproduzentin.

## Leben und Wirken
Betty Box begann ihre berufliche Laufbahn in den 30er Jahren als Werbezeichnerin. Über ihren älteren Bruder, den Produzenten Sydney Box, stieß sie zur heimischen Filmwirtschaft und arbeitete während des Zweiten Weltkriegs als seine Assistentin bei über 200 kurzen Propagandafilmen. Dabei handelte es sich um Auftragsarbeiten der Regierung und der Armee.
1946 startete Betty Box ihre Karriere mit der Herstellung von Kinospielfilmen für Gainsborough Pictures, beginnend mit einer ungenannten Produktionsleitung bei Die Jahre dazwischen. Ihre Produktionspalette umfasst Filme von de facto allen gängigen Genres: Komödien, Dramen, Kriminal- und Abenteuerfilme. Mit ihrem Wechsel zu den Pinewood Studios im Jahre 1950 produzierte sie nahezu sämtliche Inszenierungen des Komödienspezialisten Ralph Thomas, darunter auch die sieben Produktionen der Doktor-Filmreihe.
Bis zu ihrem Tod war Betty Box gut 50 Jahre lang mit dem Filmproduzenten Peter Rogers verheiratet. Ihre Schwägerin war die Filmregisseurin und Drehbuchautorin Muriel Box.

## Filmografie
- 1946: Die Jahre dazwischen (The Years Between)
- 1947: Der perfekte Mörder (Dear Murderer)
- 1947: Kampf um Jimmy (When the Bough Breaks)
- 1947: Miranda (Miranda)
- 1948: The Blind Goddess
- 1948: Here Come the Huggetts
- 1948: Vote for Huggett
- 1949: Marry Me
- 1950: Paris um Mitternacht (So Long at the Fair)
- 1950: Auf falscher Spur (The Clouded Yellow)
- 1951: Appointment With Venus
- 1952: Venetian Bird
- 1953: A Day to Remember
- 1954: Aber, Herr Doktor… (Doctor in the House)
- 1954: Mad About Men
- 1955: Doktor Ahoi! (Doctor at Sea)
- 1956: Der eiserne Unterrock (The Iron Petticoat)
- 1956: Straße des Todes (Checkpoint)
- 1957: Hilfe, der Doktor kommt! (Doctor at Large)
- 1957: Gefährliches Erbe (Campbell's Kingdom)
- 1958: Zwei Städte (A Tale of Two Cities)
- 1958: ...denn der Wind kann nicht lesen (The Wind Cannot Read)
- 1959: Die 39 Stufen (The 39 Steps)
- 1959: Treppauf - treppab (Upstairs and Downstairs)
- 1960: Verschwörung der Herzen (Conspiracy of Hearts)
- 1960: Dreimal Liebe täglich (Doctor in Love)
- 1961: Und morgen alles (No Love for Johnnie)
- 1961: No, My Darling Daughter
- 1961: Das letzte Wort hat sie (A Pair of Briefs)
- 1962: The Wild and the Willing
- 1963: Doktor in Nöten (Doctor in Distress)
- 1964: Manche mögen's geheim (Hot Enough for June)
- 1964: Freiwild unter heißer Sonne (The High Bright Sun)
- 1966: Hilfe, sie liebt mich nicht (Doctor in Clover)
- 1967: Heiße Katzen (Deadlier Than the Male)
- 1968: Der Haftbefehl (Nobody Runs Forever)
- 1969: Some Girls Do
- 1970: Ein blinder Passagier hat's schwer (Doctor in Trouble)
- 1971: Percy – Der Spatz in der Hand (Percy)
- 1973: Kates Schachzug wider die Liebe (The Love Ban)
- 1974: Percy – der Potenzprotz (Percy's Progress)